# Marcks von Würtemberg
Marcks von Würtemberg eller Marks von Würtemberg är en svensk adelsätt. Ätten upphöjdes till friherrligt stånd den 16 oktober 1759. Den introducerades på Svenska Riddarhuset 19 mars 1720 som adlig ätt 1726 och upphöjdes 9 maj 1776 till friherrlig värdighet som nr 263. Ätten fortlever alltjämt än idag på såväl svärds- som spinnsidan. Den adliga ätten nr 1726 fortlever också vid sidan av den friherrliga nr 263.
Ätten härstammar från Johan Marcks (död 1710), som förvaltade landrichterämbetet i Livland. Enligt en obestyrkt uppgift från Anders Anton von Stiernman skulle hans far ha varit en överstelöjtnant i Gustav II Adolfs armé och härstammat från Württemberg. Enligt Nils Wilhelm Marcks von Würtembergs anträd skulle denne person hetat "Marcks von Reutlingen", vilket troligen är en förvanskning av namnet Marx von Rehlingen och en felaktig uppgift. Denne överstelöjtnant Marx von Rehlingen som stupade i slaget vid Lützen tillhörde en helt annan adelsätt och förde ett helt annat vapen än släkten Marcks. Att släkten skulle härstamma från Württemberg har inte gått att bekräfta. Johan Marcks båda söner Gotthard Wilhelm Marcks och Carl Gustaf Marcks adlades 1720 med namnet Marcks von Würtemberg. Överstelöjtnant Carl Gustaf Marcks von Würtemberg (1693–1775) blev stamfar för den nu levande adliga ätten nr 1726 efter att brodern upphöjdes år 1759 till friherrlig värdighet som ätt nr 263.

## Personer som tillhört den friherrliga ätten
- Gotthard Wilhelm Marcks von Würtenberg (1688–1778), friherre och fältmarskalk
- Wilhelm Marks von Würtenberg (1743–1817), jurist och ämbetsman
- Erik Marks von Würtemberg (1861–1937), friherre, jurist och politiker
- Jérôme Marcks von Würtemberg (1834–1907), major i Väg- och vattenbyggnadskåren
- Robert Marks von Würtemberg (1868–1961), friherre och militär
- Ulla Marcks von Würtemberg (1914–2008), barnboksförfattare känd under pseudonymen Eva Hjelm